# Азіза
Азіза Абдурахімівна Мухамедова (відоміша як Азіза; *10 квітня 1964, м. Ташкент Узбецька РСР) — узбецька та російська естрадна співачка.

## Біографія
Народилася в Ташкенті в родині музикантів. Її батько був композитором, заслужений діяч мистецтв СРСР, мати — викладачка музичної школи, солістка капели, диригентка.
З 16-річного віку (1980) Азіза виступала як солістка у ташкентському вокально-інструментальному ансамблі «Садо». У 1988 році, після закінчення консерваторії, її направляють на всесоюзний конкурс естрадної пісні у Юрмалу (Латвія). Там узбецька співачка посіла третє місце і була нагороджена призом глядацьких симпатій.
1989 року Азіза переїжджає з Ташкенту до Москви, де починається її сольна кар'єра. Популярність до неї приходить завдяки її пісні «Твоя посмішка», яка відразу стала радянським хітом. 1989-го ж року Азіза випускає свій дебютний альбом «Aziza».
1991 року, після вбивства популярного російського бардового співака Ігоря Талькова, у пресі та на телебаченні робляться закиди у причетності Азізи та її оточення до трагічної загибелі Талькова. Результатом великого скандалу став своєрідний бойкот Азізи у ЗМІ, зниження популярності співачки і фактично припинення нею гастрольної діяльності.
1995 року Азіза повернулася на естраду з новим сценічним іміджем і новими піснями. За 2 роки, 1997-го, вийшов її новий альбом «Все або нічого». 1999 року співачка співпрацювала зі Стасом Наміном, у результаті чого в її репертуарі з'явилися пісні у стилі попрок зі східними музичними мотивами.
2007 року Азіза тріумфально брала участь у російському телепроєкті «Ти — суперстар!» («НТВ»), ставши абсолютною переможницею у всіх номінаціях.
2008 року співачка випустила альбом «Роздум», куди ввійшли переважно її власні авторські пісні. А наступного (2009) з'явилась платівка співачки «Берегом шансону».

## Дискографія
- 1989 — «Aziza»;
- 1997 — «Всё или ничего»;
- 2003 — «Через столько лет»;
- 2008 — «Размышление»;
- 2009 — «По берегу шансона».